# Erdei hópinty
Az erdei hópinty (Leucosticte nemoricola) a madarak osztályának verébalakúak (Passeriformes) rendjébe a pintyfélék (Fringillidae) családjába tartozó faj.

## Rendszerezése
A fajt Brian Houghton Hodgson angol ornitológus írta le 1836-ban, a Fringilauda nembe Fringilauda nemoricola néven.

## Alfajai
- Leucosticte nemoricola altaica (Eversmann, 1848) - Kazahsztán keleti része, Szibéria keleti és déli része, nyugat-Mongólia, északnyugat- Kína és a Himalája északnyugati része
- Leucosticte nemoricola nemoricola (Hodgson, 1836) - Tibet, a Himalája középső vonulatai, közép-Kína és észak-Mianmar

## Előfordulása
Afganisztán, Bhután, India, Kazahsztán,Kína, Kirgizisztán, Mianmar, Nepál, Pakisztán, Oroszország, Tádzsikisztán, Türkmenisztán és Üzbegisztán területén honos.
Természetes élőhelyei a mérsékelt övi gyepek, sziklás környezetben. Állandó, nem vonuló faj.

## Megjelenése
Testhosszúsága 15 centiméter.
|  |

## Természetvédelmi helyzete
Az elterjedési területe rendkívül nagy, egyedszáma pedig stabil. A Természetvédelmi Világszövetség Vörös listáján nem fenyegetett fajként szerepel.